# نینا پترونا خروشچوا
نینا پترونا خروشچوا (روسی: Нина Петровна Хрущёва نام مستعار کوخارچوک ; ۱۴ آوریل ۱۹۰۰–۱۳ اوت ۱۹۸۴) همسر دوم رهبر شوروی نیکیتا خروشچف بود.

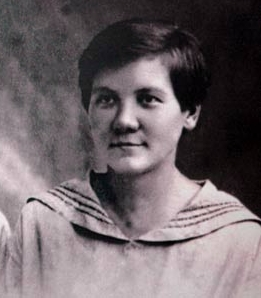
نینا خروشچوا در سال ۱۹۲۴

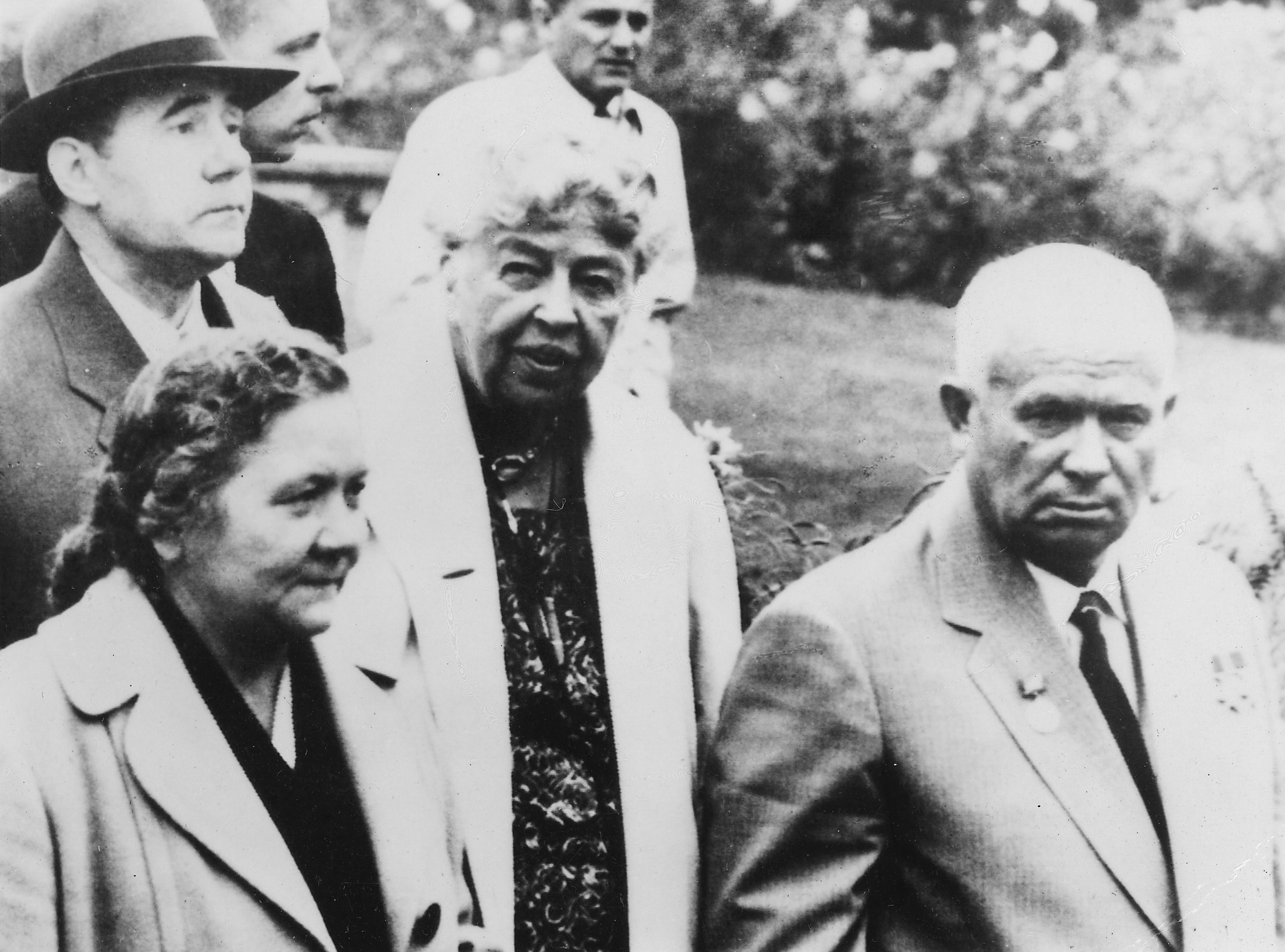
آندری گرومیکو، نینا خروشچوا، النور روزولت و نیکیتا خروشچف در هاید پارک، نیویورک، در سال ۱۹۵۹

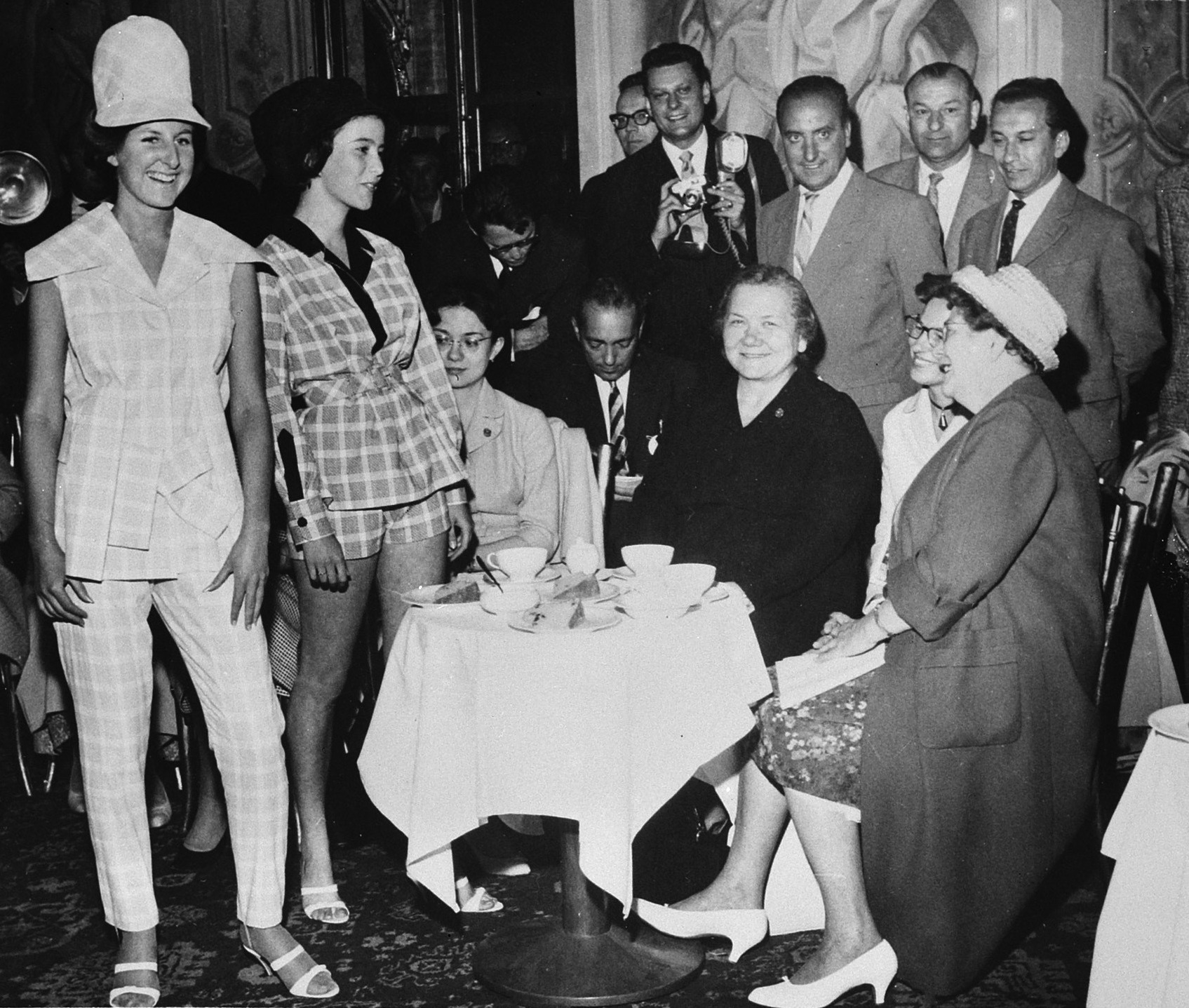
نینا خروشچوا در یک نمایش مد در سال ۱۹۶۰

## زندگی‌نامه
نینا کوخارچوک در روستای واسیلوف که در آن زمان بخشی از امپراتوری روسیه بود، اما اکنون در لهستان است، به دنیا آمد. پدر و مادرش، پترو واسیلیویچ کوخارچوک و کاترینا پتریونا بوندارچوک، دهقان بودند. پس از گذراندن سه سال دبستان در روستای خود، در سال ۱۹۱۲ در مدرسه ای در لوبلین و سپس در خه‌اوم ثبت نام کرد.
پس از آغاز جنگ جهانی اول، کوخارچوک به اودسا مهاجرت کرد، جایی که تا سال ۱۹۱۹ در آنجا به تحصیل مشغول شد و به عنوان منشی کار کرد. در سال ۱۹۱۹ در اودسا به بلشویک‌ها پیوست. کوخارچوک به زبان فرانسه، لهستانی، روسی، اوکراینی و همچنین به لهجه مادری لمکو صحبت می‌کرد و یکی از رهبران اتحادیه کمونیست جوان در اودسا شد که در آن زمان توسط فرانسوی‌ها اشغال شده بود. کوخارچوک و تاراس فرانکو، پسر ایوان فرانکو، به دفتر حزب گالیسیا پیوستند، که به دستور ولادیمیر لنین برای گسترش افکار کمونیستی در میان ارتش گالیسی اوکراین ایجاد شد. در ژوئن ۱۹۲۰ او به عنوان یک آشوبگر در جبهه لهستان منصوب شد و رهبر بخش آموزش و بخش زنان کمیته مرکزی حزب کمونیست غرب اوکراین شد. اواخر همان سال کوخارچوک برای ادامه تحصیل به مسکو فرستاده شد.
در سال ۱۹۲۱ او معلم مدرسه حزب کمونیست در باخموت شد، اما ببه بیماری تیفوس مبتلا شد و پس از بهبودی به مدرسه ای مشابه در دونتسک منتقل شد. کوخارچوک در آنجا در سال ۱۹۲۲ با نیکیتا خروشچف ملاقات کرد که بیشتر عمر باقی مانده خود را با او گذراند. در سال ۱۹۲۶ کوخارچوک دوباره برای تحصیل در رشته اقتصاد سیاسی به مسکو فرستاده شد و پس از آن در مدرسه حزبی در کیف تدریس کرد. او در سال ۱۹۲۹ در کیف نخستین فرزند خود را از خروشچف به دنیا آورد. او همچنین از دو فرزند خروشچف از ازدواج قبلی خود مراقبت کرد و هنگامی که در سال ۱۹۳۰ خروشچف به مسکو فرستاده شد، او را در آنجا دنبال کرد. کوخارچوک در مسکو با والدین خروشچف زندگی می‌کرد و به عنوان رهبر حزب در یک کارخانه لامپ کار می‌کرد. در سال ۱۹۳۵ او پسر خود سرگئی و در سال ۱۹۳۷ دخترشان النا را به دنیا آورد که در سن ۳۵ سالگی به دلیل وضعیت نامناسب جسمی درگذشت.
در سال ۱۹۳۸ خروشچف به عنوان دبیر اول حزب کمونیست اوکراین منصوب شد و خانواده او به کیف بازگشتند، اما تنها سه سال بعد به دلیل تهاجم آلمان به اتحاد جماهیر شوروی به سامارا مهاجرت کرد.
پس از اینکه خروشچف در سال ۱۹۵۳ به رهبری شوروی رسید، کوخارچوک به عنوان بانوی اول اتحاد جماهیر شوروی انتخاب شد، در موقعیتی که با رهبران قبلی شوروی وجود نداشت. او، خروشچف را در سفرهای خارجی همراهی می‌کرد، در رویدادهای رسمی شرکت می‌کرد و عملاً مدیر زندگی خصوصی خروشچف بود. او می‌توانست به پنج زبان روسی، اوکراینی، لهستانی، فرانسوی و انگلیسی ارتباط برقرار کند که سال‌ها در مدارس مختلف حزب کمونیست تحصیل کرده بود.
کوخارچوک و خروشچف تنها در سال ۱۹۶۵، پس از بازنشستگی خروشچف از سمت خود، رسماً ازدواج کردند. او بقیه عمر خود را در ژوکوفکا در استان مسکو گذراند. او در ۱۳ اوت ۱۹۸۴ در سن ۸۴ سالگی درگذشت